# Lista de bens tombados pelo CODEPAC-Bauru
Nesta lista estão relacionados os bens tombados pelo Conselho de Defesa do Patrimônio Cultural de Bauru (CODEPAC), São Paulo.
| Imagem       | Bem                                                           | Data de fundação | Coordenadas                  | Tombamento                     | Referência |
| ------------ | ------------------------------------------------------------- | ---------------- | ---------------------------- | ------------------------------ | ---------- |
| Mais imagens | Acervo do Museu Ferroviário Regional                          |                  | 22° 19′ 21″ S, 49° 04′ 40″ O | bem tombado pelo CODEPAC-Bauru |            |
|              | Capela da Santa Casa de Misericórdia de Bauru                 | 1930             | 22° 19′ 45″ S, 49° 04′ 37″ O | bem tombado pelo CODEPAC-Bauru |            |
|              | Carro Dormitório AM 7018 3J - 01                              |                  | 22° 19′ 21″ S, 49° 04′ 40″ O | bem tombado pelo CODEPAC-Bauru |            |
|              | Carro Dormitório AM 7019 IJ - 02                              |                  | 22° 19′ 21″ S, 49° 04′ 40″ O | bem tombado pelo CODEPAC-Bauru |            |
|              | Carro Dormitório AM 7020 5J - 04                              |                  | 22° 19′ 21″ S, 49° 04′ 40″ O | bem tombado pelo CODEPAC-Bauru |            |
|              | Carro Restaurante - RM 8181 9J - R9 - NOB                     |                  | 22° 19′ 21″ S, 49° 04′ 40″ O | bem tombado pelo CODEPAC-Bauru |            |
|              | Carro de Passageiro modelo S-22 de 2ª Classe                  |                  | 22° 19′ 21″ S, 49° 04′ 40″ O | bem tombado pelo CODEPAC-Bauru |            |
|              | Casa Aliança Francesa                                         |                  | 22° 19′ 28″ S, 49° 04′ 06″ O | bem tombado pelo CODEPAC-Bauru |            |
|              | Casa Lusitana                                                 | 1914             | 22° 19′ 20″ S, 49° 04′ 17″ O | bem tombado pelo CODEPAC-Bauru |            |
|              | Casa Savastano                                                | 1930s            | 22° 19′ 16″ S, 49° 04′ 13″ O | bem tombado pelo CODEPAC-Bauru |            |
| Mais imagens | Casa do Superintendente da NOB                                | 1920s            | 22° 19′ 21″ S, 49° 04′ 38″ O | bem tombado pelo CODEPAC-Bauru |            |
|              | Casa dos Pioneiros                                            |                  | 22° 18′ 48″ S, 49° 04′ 17″ O | bem tombado pelo CODEPAC-Bauru |            |
| Mais imagens | Casa-Sede da Fazenda Divisa                                   | 1924             | 22° 15′ 26″ S, 49° 08′ 24″ O | bem tombado pelo CODEPAC-Bauru |            |
|              | Chassi e Rodeiros do Carro Bagagem BM 7153 8J - BC - 03 - NOB |                  | 22° 19′ 21″ S, 49° 04′ 40″ O | bem tombado pelo CODEPAC-Bauru |            |
|              | Chassi e Rodeiros do Carro Dormitório AM 7021 3J - 06         |                  | 22° 19′ 21″ S, 49° 04′ 40″ O | bem tombado pelo CODEPAC-Bauru |            |
|              | Complexo Ferroviário Bauru                                    |                  | 22° 19′ 23″ S, 49° 04′ 42″ O | bem tombado pelo CONDEPHAAT    |            |
|              | Edifício Abelha                                               | 1930s            | 22° 19′ 18″ S, 49° 04′ 22″ O | bem tombado pelo CODEPAC-Bauru |            |
|              | Edifício Brasil-Portugal                                      | 1964             | 22° 19′ 17″ S, 49° 04′ 01″ O | bem tombado pelo CODEPAC-Bauru |            |
|              | Edifício da Farmácia Popular                                  | 1930s            | 22° 19′ 16″ S, 49° 04′ 17″ O | bem tombado pelo CODEPAC-Bauru |            |
|              | Edifício da PRG 8 - Rádio e Televisão                         | 1937             | 22° 19′ 00″ S, 49° 04′ 56″ O | bem tombado pelo CODEPAC-Bauru |            |
|              | Edifício da Sociedade Beneficência Portuguesa                 | 1928-07-10       | 22° 19′ 40″ S, 49° 04′ 12″ O | bem tombado pelo CODEPAC-Bauru |            |
|              | Edifício do Antigo Grupo Escolar Ernesto Monte                |                  | 22° 19′ 31″ S, 49° 04′ 35″ O | bem tombado pelo CODEPAC-Bauru |            |
|              | Edifício do Antigo Grupo Escolar Rodrigues de Abreu           |                  | 22° 19′ 22″ S, 49° 04′ 13″ O | bem tombado pelo CODEPAC-Bauru |            |
| Mais imagens | Edifício do Automóvel Clube de Bauru                          | 1938             | 22° 19′ 16″ S, 49° 04′ 16″ O | bem tombado pelo CODEPAC-Bauru |            |
| Mais imagens | Edifício do Hotel Cariani                                     |                  | 22° 19′ 27″ S, 49° 04′ 44″ O | bem tombado pelo CODEPAC-Bauru |            |
| Mais imagens | Edifício do Hotel Estoril                                     | 1912             | 22° 19′ 28″ S, 49° 04′ 43″ O | bem tombado pelo CODEPAC-Bauru |            |
| Mais imagens | Edifício do Hotel Milanese                                    |                  | 22° 19′ 28″ S, 49° 04′ 41″ O | bem tombado pelo CODEPAC-Bauru |            |
|              | Edifício do INSS de Bauru                                     |                  | 22° 19′ 17″ S, 49° 04′ 35″ O | bem tombado pelo CODEPAC-Bauru |            |
|              | Edifício do Quartel da Policia Militar do Estado de São Paulo | 1937             | 22° 18′ 52″ S, 49° 03′ 50″ O | bem tombado pelo CODEPAC-Bauru |            |
| Mais imagens | Estação Central Noroeste do Brasil                            | 1939             | 22° 19′ 25″ S, 49° 04′ 43″ O | bem tombado pelo CODEPAC-Bauru |            |
| Mais imagens | Estação Ferroviária Val de Palmas                             | 1909             | 22° 17′ 49″ S, 49° 09′ 03″ O | bem tombado pelo CODEPAC-Bauru |            |
|              | Estação Ferroviária da Companhia Paulista                     | 1910             | 22° 19′ 08″ S, 49° 04′ 27″ O | bem tombado pelo CODEPAC-Bauru |            |
|              | Estação Ferroviária de Curuçá                                 | 1930             | 22° 19′ 16″ S, 49° 07′ 06″ O | bem tombado pelo CODEPAC-Bauru |            |
| Mais imagens | Estação Ferroviária de Tibiriçá                               |                  | 22° 14′ 22″ S, 49° 13′ 19″ O | bem tombado pelo CODEPAC-Bauru |            |
|              | Frontispício do Cemitério da Saudade                          | 1930s            | 22° 19′ 09″ S, 49° 03′ 48″ O | bem tombado pelo CODEPAC-Bauru |            |
| Mais imagens | Igreja Presbiteriana Independente de Bauru                    | 1940             | 22° 19′ 31″ S, 49° 04′ 21″ O | bem tombado pelo CODEPAC-Bauru |            |
| Mais imagens | Igreja Santa Terezinha                                        |                  | 22° 19′ 36″ S, 49° 04′ 25″ O | bem tombado pelo CODEPAC-Bauru |            |
|              | Igreja Tenrikyo de Dendotyo                                   | 1960             | 22° 20′ 12″ S, 49° 05′ 15″ O | bem tombado pelo CODEPAC-Bauru |            |
| Mais imagens | Instituto Lauro de Souza Lima                                 | 1933             | 22° 19′ 32″ S, 48° 58′ 46″ O | bem tombado pelo CONDEPHAAT    |            |
| Mais imagens | Locomotiva a Vapor - Nº 01                                    |                  | 22° 19′ 21″ S, 49° 04′ 40″ O | bem tombado pelo CODEPAC-Bauru |            |
|              | Locomotiva a Vapor - Nº 404                                   |                  | 22° 19′ 21″ S, 49° 04′ 40″ O | bem tombado pelo CODEPAC-Bauru |            |
| Mais imagens | Locomotiva a Vapor Baldwin 278                                |                  | 22° 19′ 21″ S, 49° 04′ 40″ O | bem tombado pelo CODEPAC-Bauru |            |
|              | Palacete Pagani                                               | 1929             | 22° 19′ 18″ S, 49° 04′ 35″ O | bem tombado pelo CODEPAC-Bauru |            |
| Mais imagens | Palácio das Cerejeiras                                        |                  | 22° 19′ 52″ S, 49° 04′ 13″ O | bem tombado pelo CODEPAC-Bauru |            |
| Mais imagens | Sede da Fazenda Val de Palmas                                 | 1895             | 22° 17′ 35″ S, 49° 08′ 37″ O | bem tombado pelo CODEPAC-Bauru |            |
|              | Sobrado à rua Batista de Carvalho                             |                  | 22° 19′ 22″ S, 49° 04′ 24″ O | bem tombado pelo CODEPAC-Bauru |            |

∑ 46 items.